# Air Togo
 (juillet 2024).
Si vous disposez d'ouvrages ou d'articles de référence ou si vous connaissez des sites web de qualité traitant du thème abordé ici, merci de compléter l'article en donnant les références utiles à sa vérifiabilité et en les liant à la section « Notes et références ».
La compagnie qu'il vous faut
Air Togo (code AITA : YT ; code OACI : TGA ) était la compagnie aérienne nationale du Togo, fondée en 1977. Ses principales activités étaient le transport aérien de passagers et de marchandises à partir de sa base située à Lomé. Elle desservait principalement des destinations régionales en Afrique de l'Ouest et centrale. La compagnie jouait un rôle important dans la connectivité régionale avant sa dissolution dans les années 2000 en raison de problèmes financiers et de gestion.

## Historique
Air Togo, la compagnie aérienne nationale du Togo, a été créée en 1977. Elle a cessé ses activités en 2000 en raison de difficultés financières et de gestion. Depuis, le Togo ne dispose plus de compagnie nationale, mais d'autres opérateurs comme ASKY Airlines, une compagnie aérienne panafricaine basée à Lomé. Son objectif principal est de relier les pays africains entre eux et au reste du monde. ASKY a été fondée grâce au soutien de la Communauté Économique des États de l'Afrique de l'Ouest (CEDEAO) et de l'Union Économique et Monétaire Ouest-Africaine (UEMOA), avec Ethiopian Airlines comme partenaire stratégique une compagnie aérienne basée également à Lomé, qui ont pris le relais dans le secteur aérien du pays.

### Création
La compagnie aérienne Air Togo a été fondée en 1977, avec comme première base géographique : Lomé.

### Fin
La compagnie a cessé ses activités dans les années 2000 en raison de problèmes financiers et de gestion, le pays étant notamment plongé en pleine crise politique.

## Destinations
La compagnie desservait Lomé, Cotonou, Paris et d'autres grandes villes centre et ouest-africaine.

## Dans la culture populaire
Un des avions de la compagnie a été utilisé pour le tournage du film L'assaut.